# 4 czerwca
4 czerwca jest 155. (w latach przestępnych 156.) dniem w kalendarzu gregoriańskim. Do końca roku pozostaje 210 dni.

## Święta

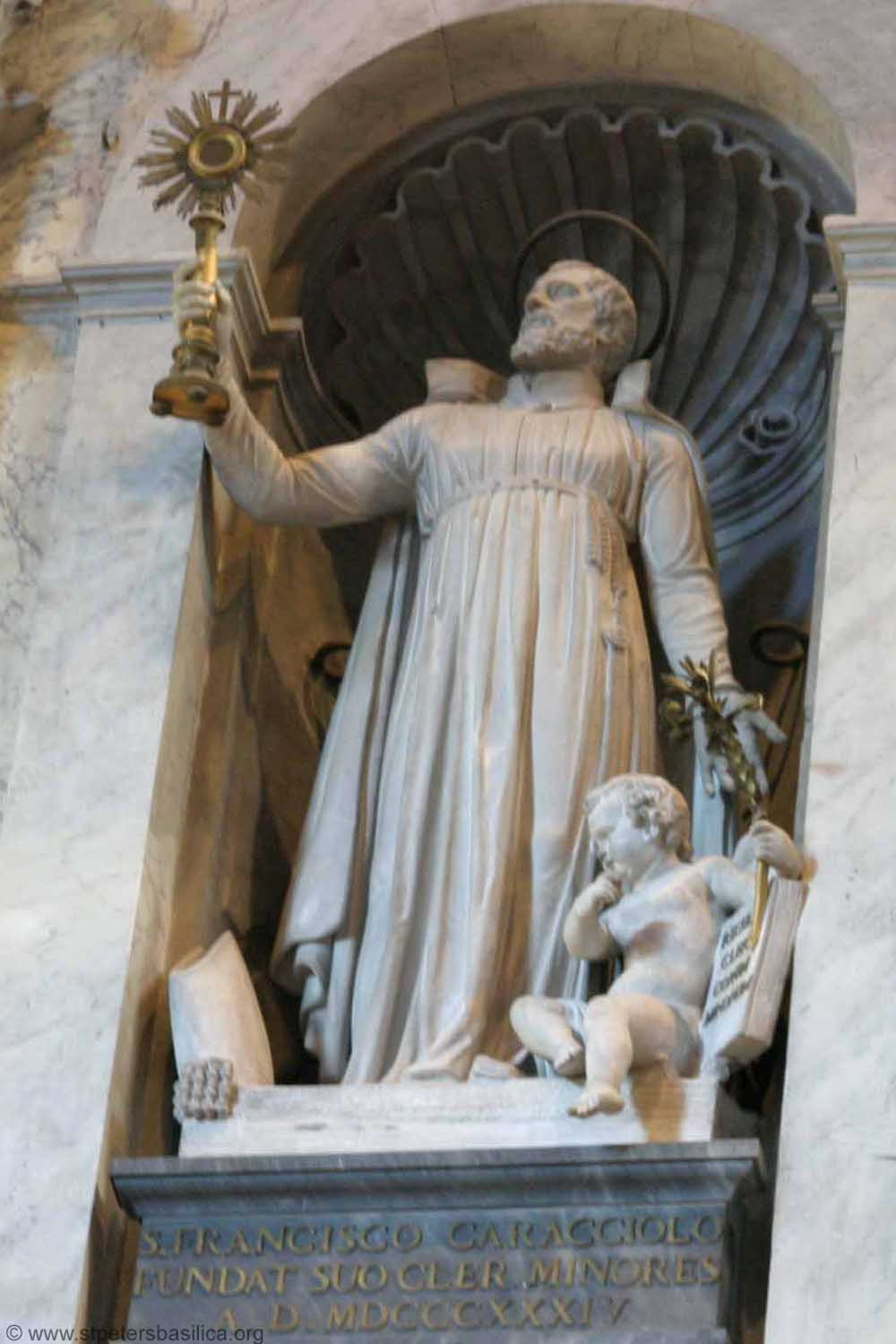
Statua Francesca Caracciola w bazylice św. Piotra w Watykanie

- Imieniny obchodzą: Braturad, Dacjan, Franciszek, Gostmił, Karol, Karp, Kwiryn, Kwiryna, Metrofan, Niepełka, Optat, Pacyfik, Saturnina i Skarbisław.
- Ghana – Rocznica Przewrotu 1979 Roku
- Międzynarodowe – Międzynarodowy Dzień Dzieci Będących Ofiarami Agresji (ustanowione przez Zgromadzenie Ogólne ONZ)
- Polska – Dzień Wolności i Praw Obywatelskich
- Tonga – Dzień Emancypacji
- Wspomnienia i święta w Kościele katolickim[1][2] obchodzą:
  - bł. Antoni Zawistowski (męczennik)
  - św. Franciszek Caracciolo (prezbiter)
  - św. Optat z Mileve (biskup i ojciec Kościoła)

## Wydarzenia w Polsce
- 1133 – Papież Innocenty II wydał bullę Sacrosanta Romana, znoszącą prawa zwierzchnie arcybiskupstwa magdeburskiego nad Kościołem polskim i planowanymi diecezjami pomorskimi.
- 1294 – Litwini pod wodzą księcia Witenesa dotarli do Łęczycy, gdzie spalili gród wzniesiony jeszcze przez Bolesława III Krzywoustego w czasie zatargów ze Zbigniewem.
- 1413 – Książę mazowiecki Janusz I Starszy potwierdził i rozszerzył prawa miejskie Warszawy.
- 1652 – Powstanie Chmielnickiego: drugi dzień mordu na około 3,5 tys. polskich jeńców pojmanych po bitwie pod Batohem.
- 1698 – Na zamku w Piszu rozpoczęło się spotkanie elektora Brandenburgii i księcia Prus Fryderyka I z elektorem Saksonii i królem Polski Augustem II Mocnym.
- 1745 – Wojna o sukcesję austriacką: zwycięstwo wojsk pruskich nad austriacko-saksońskimi w bitwie pod Dobromierzem (Hohenfriedebergiem).
- 1764 – Sejm konwokacyjny powołał Komisję Skarbową Koronną.
- 1752 – Biskupi Wojciech Stanisław Leski i Fabian Franciszek Pląskowski koronowali koronami papieskimi figurę Matki Boskiej Łąkowskiej w kościele klasztoru franciszkanów w Łąkach Bratiańskich.
- 1811 – Otwarto Szkołę Dramatyczną przy Teatrze Narodowym.
- 1817 – Cesarz Franciszek II Habsburg zatwierdził statut Fundacji Ossolineum, założonej we Lwowie przez hrabiego Józefa Maksymiliana Ossolińskiego.
- 1920 – Sejm Ustawodawczy przyjął ustawę o tymczasowym ustroju władz szkolnych.
- 1921 – III powstanie śląskie: niemieckie oddziały przeszły do kontrofensywy i zdobyły: Koźle-Port, Kłodnicę i Kędzierzyn.
- 1926 – Ignacy Mościcki został zaprzysiężony na urząd prezydenta RP.
- 1943 – Niemcy dokonali brutalnych pacyfikacji wsi Krajno Pierwsze w powiecie kieleckim i Nasiechowice w powiecie miechowskim w Małopolsce.
- 1948 – Pilot Stanisław Skalski, najlepszy polski as myśliwski z okresu II wojny światowej, został aresztowany przez Ministerstwo Bezpieczeństwa Publicznego pod fałszywymi zarzutami szpiegostwa na rzecz Wielkiej Brytanii i USA.
- 1952 – W Lublinie założono przedsiębiorstwo cukiernicze „Solidarność”.
- 1955 – Powołano Instytut Badań Jądrowych.
- 1968 – Otwarto Muzeum Plakatu w Wilanowie.
- 1979 – Papież Jan Paweł II odprawił mszę św. na Jasnej Górze w Częstochowie.
- 1981 – W katastrofie kolejowej pod Osieckiem koło Otwocka zginęło 25 osób, a 8 zostało rannych.
- 1985 – Seryjny morderca i nekrofil Edmund Kolanowski został skazany przez Sąd Wojewódzki w Poznaniu na karę śmierci.
- 1988 – 10 żołnierzy zginęło w wyniku zderzenia ciężarówki wojskowej z pociągiem na przejeździe kolejowo-drogowym pod Bytomiem Odrzańskim.
- 1989 – Odbyła się I tura pierwszych po II wojnie światowej częściowo wolnych wyborów do Sejmu i całkowicie wolnych do Senatu, zakończonych miażdżącym zwycięstwem obozu „Solidarności”, który zdobył 99 na 100 mandatów senatorskich i wszystkie 161 mandatów poselskich przypadających kandydatom bezpartyjnym.
- 1991 – Jan Paweł II odwiedził Łomżę i Radom.
- 1992 – Sejm RP odwołał w nocy z 4 na 5 czerwca mniejszościowy rząd Jana Olszewskiego (tzw. „noc teczek”).
- 1997 – Jan Paweł II odwiedził Kalisz i Częstochowę.
- 2008 – W wyniku wybuchu metanu w KWK „Borynia” w Jastrzębiu-Zdroju zginęło 6 górników, a 18 zostało rannych.
- 2023 – W Warszawie odbył się marsz 4 czerwca zorganizowany przez Platformę Obywatelską[3].

## Wydarzenia na świecie

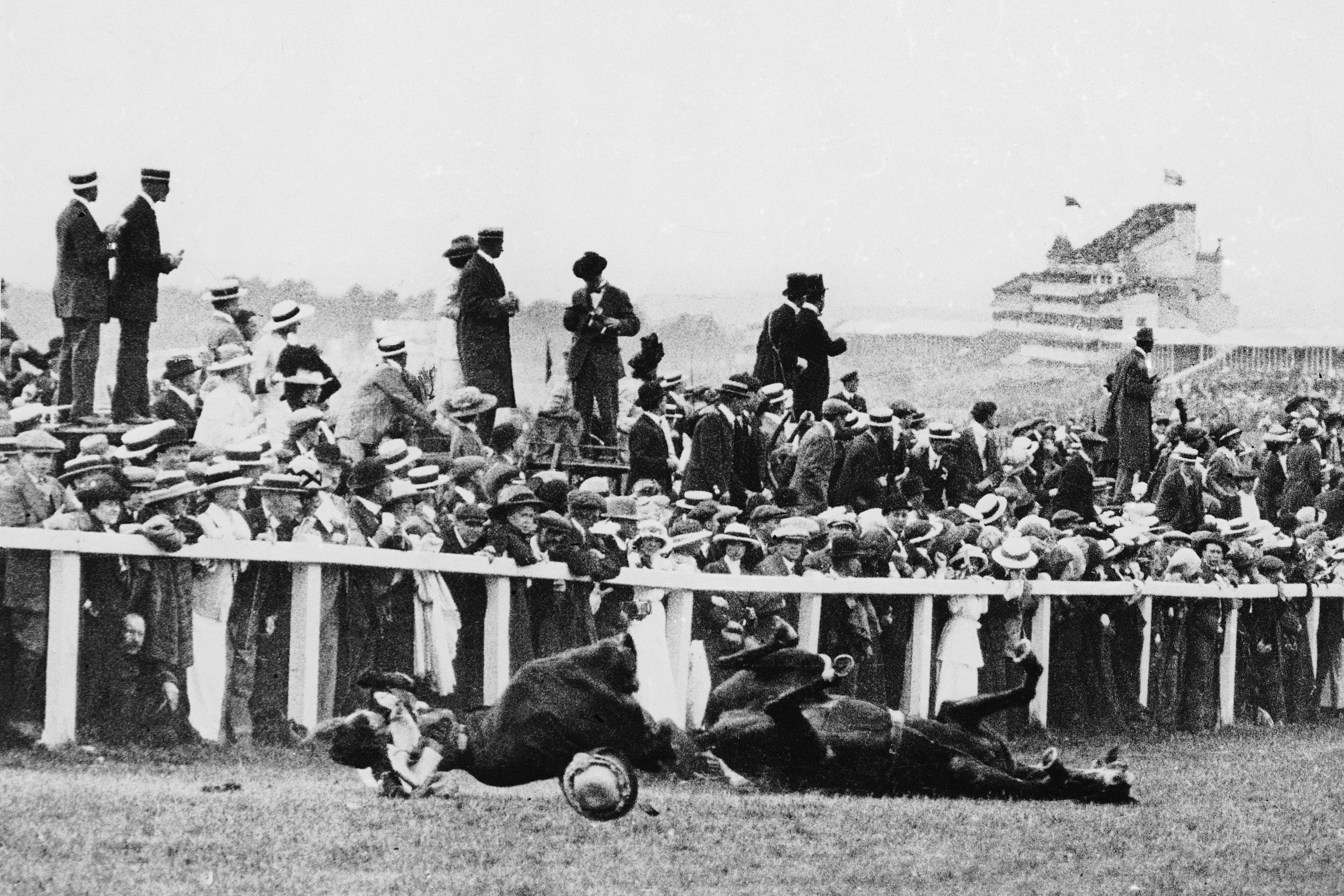
Emily Davison stratowana podczas gonitwy Derby – 1913

- 774 – Wojna Franków z Longobardami: Karol Wielki zdobył Pawię.
- 1039 – Henryk III Salicki został królem Niemiec.
- 1055 – Papież Wiktor II zwołał synod we Florencji.
- 1094 – Piotr I został królem Aragonii i Nawarry.
- 1133 – Król Niemiec Lotar III został koronowany w Rzymie na cesarza przez papieża Innocentego II.
- 1134 – Wojna domowa w Danii: Eryk II Pamiętny pokonał w bitwie pod Fodwig króla Nielsa Starego i jego syna, byłego króla Szwecji Magnusa Silnego, który poległ w bitwie. Niels Stary zbiegł do Szlezwiku, gdzie 25 czerwca został zamordowany. Nowym królem został Eryk II.
- 1365 – Cesarz Karol IV Luksemburski koronował się w Arles na króla Burgundii.
- 1391 – Pogrom Żydów w Sewilli.
- 1487 – Oddziały pretendenta do tronu Lamberta Simnela przybyły z Irlandii do Anglii, gdzie 16 czerwca zostały rozgromione przez wojska króla Henryka VII Tudora w bitwie pod Stoke Field.
- 1508 – Ludwik II Jagiellończyk został koronowany w katedrze Panny Marii w Székesfehérvár na króla Węgier i Chorwacji.
- 1525 – Wojna chłopska w Niemczech: stoczono bitwę pod Sulzdorfem.
- 1553 – Marcantonio Trivisano został dożą Wenecji.
- 1561 – Szwedzi utworzyli Księstwo Estonii.
- 1615 – Wojska sioguna Ieyasu Tokugawy zdobyły po oblężeniu należący do rodu Toyotomi zamek w Osace.
- 1629 – Holenderski galeon „Batavia” rozbił się u zachodnich wybrzeży Australii. Spośród 341 osób na pokładzie 301 udało się przedostać na okoliczne wyspy.
- 1666 – W Paryżu odbyła się premiera dramatu Moliera Mizantrop.
- 1719 – III wojna północna: zwycięstwo floty rosyjskiej nad flotą szwedzką w bitwie morskiej pod Ozylią.
- 1783 – Bracia Montgolfier zaprezentowali publicznie balon na ogrzane powietrze.
- 1792 – George Vancouver przyłączył do korony brytyjskiej tereny wokół Puget Sound w dzisiejszym stanie Waszyngton na zachodnim wybrzeżu USA.
- 1794 – Wojska brytyjskie zdobyły Port-au-Prince na Haiti.
- 1796 – I koalicja antyfrancuska: zwycięstwo wojsk francuskich nad austriackimi w bitwie pod Altenkirchen.
- 1798 – Rewolucja irlandzka: zwycięstwo powstańców irlandzkich w bitwie pod Tuberneering.
- 1799 – II koalicja antyfrancuska: rozpoczęła się I bitwa pod Zurychem.
- 1800 – II koalicja antyfrancuska: po dwumiesięcznym oblężeniu przez wojska austriackie skapitulował na honorowych warunkach francuski garnizon w Genui.
- 1802 – Król Sardynii Karol Emanuel IV abdykował na rzecz swego brata Wiktora Emanuela I.
- 1805 – USA zawarły traktat pokojowy z piratami z Trypolisu – koniec I wojny berberyjskiej.
- 1810 – Karl August von Hardenberg został premierem Prus.
- 1814 – Król Francji Ludwik XVIII nadał Kartę Konstytucyjną.
- 1831 – Leopold I Koburg został wybrany na pierwszego króla Belgów.
- 1849 – I wojna o Szlezwik: nierozstrzygnięta prusko-duńska bitwa morska pod Helgolandem.
- 1855 – Major Henry C. Wayne został wysłany na pokładzie USS „Supply” do północnej Afryki w celu zakupu wielbłądów dla planowanego United States Camel Corps.
- 1859 – Wojna francusko-austriacka: zwycięstwo wojsk francuskich w bitwie pod Magentą.
- 1868 – Pieter Philip van Bosse został premierem Holandii.
- 1873 – Ks. prof. Joseph Hubert Reinkens został wybrany na pierwszego biskupa Kościoła Starokatolickiego w Niemczech.
- 1878 – Imperium Osmańskie i Wielka Brytania podpisały tajną konwencję przekazującą stronie brytyjskiej kontrolę nad Cyprem w zamian za poparcie w X wojnie rosyjsko-tureckiej.
- 1887 – Założono Instytut Pasteura w Paryżu.
- 1896 – Henry Ford odbył premierową, nocną jazdę przez Detroit swym pierwszym prototypem samochodu Ford Quadricycle z silnikiem na etanol.
- 1899 – W niemieckim Weimarze uruchomiono komunikację tramwajową.
- 1900 – Wojna filipińsko-amerykańska: zwycięstwo wojsk filipińskich w bitwie o wzgórze Makahambus.
- 1901 – Zwodowano francuski krążownik pancerny „Sully”.
- 1910 – W Paryżu odbyła się prapremiera baletu Szeherezada z muzyką Nikołaja Rimskiego-Korsakowa.
- 1911 – W Rzymie odsłonięto pomnik Wiktora Emanuela II.
- 1912 – Massachusetts jako pierwszy stan amerykański wprowadziło płacę minimalną.
- 1913 – Brytyjska sufrażystka Emily Davison wpadła pod konia należącego do Jerzego V w trakcie gonitwy Derby. W wyniku odniesionych obrażeń zmarła 4 dni później.
- 1916 – I wojna światowa: na froncie wschodnim rozpoczęła się ofensywa Brusiłowa.
- 1917:
  - Król Jerzy V ustanowił Order Imperium Brytyjskiego.
  - We Francji została utworzona Armia Polska początkowo pod dowództwem gen. Louisa Archinarda, od koloru mundurów nazywana Błękitną Armią.
  - W USA po raz pierwszy wręczono Nagrody Pulitzera.
- 1918 – W Batumi podpisano traktaty pokojowe między Imperium Osmańskim a Demokratyczną Republiką Armenii, Demokratyczną Republiką Azerbejdżanu i Demokratyczną Republiką Gruzji.
- 1919:
  - Kongres Stanów Zjednoczonych przyjął 19. poprawkę do Konstytucji gwarantującą kobietom czynne prawo wyborcze i przekazał ją stanom do ratyfikacji.
  - Na zjeździe w Calgary powołano kanadyjski związek zawodowy One Big Union.
- 1920:
  - Na mocy postanowień traktatu z Trianon Węgry utraciły 71% terytorium i 63% populacji.
  - Rozpoczęła się bitwa o Wlorę – decydujące starcie w wojnie o niepodległość Albanii pomiędzy miejscowymi partyzantami a wojskami włoskimi.
- 1921 – Od kilkuset do 1500 osób zginęło w powodzi w Pueblo w amerykańskim stanie Kolorado po wystąpieniu z brzegów w wyniku ulewnych deszczów rzeki Arkansas.
- 1927:
  - Premiera amerykańskiego niemego horroru Demon cyrku w reżyserii Toda Browninga.
  - Została założona Indonezyjska Partia Narodowa (PNI).
- 1928 – Prezydent Republiki Chińskiej Zhang Zuolin zginął w katastrofie kolejowej zaaranżowanej przez japoński wywiad.
- 1930 – W Hollywood zainaugurował działalność Pantages Theatre.
- 1932:
  - Prezydent Chile Juan Esteban Montero został obalony w wojskowym zamachu stanu.
  - Prezydent Niemiec Paul von Hindenburg rozwiązał Reichstag i rozpisał na 31 lipca przedterminowe wybory.
- 1936 – Léon Blum został premierem Francji.
- 1937:
  - Fumimaro Konoe został premierem Japonii.
  - W swoim supermarkecie Humpty Dumpty w Oklahoma City Sylvan Goldman wprowadził pierwsze na świecie wózki sklepowe, które skonstruował wspólnie z mechanikiem Fredem Youngiem.
  - Walka o niepodległość Korei: miała miejsce bitwa pod Poch’ŏnbo.
- 1938 – We Francji rozpoczęły się III Mistrzostwa Świata w Piłce Nożnej.
- 1940 – Kampania francuska: zakończyła się ewakuacja brytyjskiego korpusu ekspedycyjnego z Dunkierki.
- 1942 – Wojna na Pacyfiku: rozpoczęła się bitwa pod Midway.
- 1943:
  - Bitwa o Atlantyk: niemiecki okręt podwodny U-308 został zatopiony na północny wschód od Wysp Owczych przez brytyjską jednostkę tej samej klasy HMS „Truculent”, w wyniku czego zginęła cała, 44-osobowa załoga; na południe od Portugalii niemiecki okręt podwodny U-594 został zatopiony bombami głębinowymi przez brytyjski bombowiec Lockheed Hudson, w wyniku czego zginęła cała, 50-osobowa załoga.
  - W wojskowym zamachu stanu w Argentynie został obalony prezydent Ramón Castillo. Tymczasowym prezydentem został gen. Arturo Rawson.
- 1944:
  - Kampania włoska: wojska amerykańskie wyzwoliły Rzym.
  - Bitwa o Atlantyk: niemiecki okręt podwodny U-505 został przechwycony przez Amerykanów u wybrzeży Wysp Zielonego Przylądka wraz z m.in. księgami szyfrów.
- 1945 – Gen. Tadeusz Bór-Komorowski nadał na cześć gen. Stanisława Maczka miastu Haren (Dolna Saksonia) w polskiej strefie okupacyjnej w Niemczech nową nazwę Maczków, która obowiązywała aż do 1948 roku.
- 1946 – Juan Perón został prezydentem Argentyny.
- 1948 – Daniel F. Malan został premierem Związku Południowej Afryki.
- 1950:
  - Nazim al-Kudsi został po raz drugi premierem Syrii.
  - Omar Ali Saifuddin III został sułtanem Brunei.
- 1951 – Jan Buiskool został premierem Surinamu.
- 1953 – Papież Pius XII erygował wikariat apostolski Bejrutu.
- 1954 – Dokonano pierwszego wejścia na szczyt stratowulkanu Mount Drum (3661 m n.p.m.) w Parku Narodowym Wrangla-Świętego Eliasza na Alasce.
- 1960 – Nieznany sprawca zamordował troje i zranił jednego nastolatka nocujących w namiotach nad jeziorem Bodom w południowej Finlandii.
- 1963 – Prezydent USA John F. Kennedy wydał rozporządzenie przywracające parytet kruszcu i prawo emisji pieniądza dla rządu amerykańskiego. Według jednej z hipotez mogło to być powodem zamachu na życie prezydenta 22 listopada tego roku.
- 1965 – Senat Stanowy przewagą głosów 27:12 odrzucił projekt podziału Kalifornii na dwa stany z granicą przebiegającą w górach Tehachapi.
- 1967 – W angielskim Stockport w katastrofie lecącego z Majorki do Manchesteru samolotu Canadair C-4 linii BMI British Midland zginęły 72 osoby zginęły, a 12 zostało rannych.
- 1969 – Wszystkich 79 osób na pokładzie zginęło w katastrofie lecącego z miasta Meksyk do Monterrey Boeinga 727 linii Mexicana.
- 1970 – Tonga uzyskało niepodległość (od Wielkiej Brytanii).
- 1972 – Poeta, eseista i przyszły noblista Iosif Brodski został pozbawiony obywatelstwa i wydalony z ZSRR.
- 1973 – Dokonano oblotu izraelskiego myśliwca IAI Kfir.
- 1974 – Dokonano pierwszego wejścia na szczyt Changabang w Himalajach (6864 m n.p.m.).
- 1979:
  - Joe Clark został premierem Kanady.
  - Prezydent Ghany gen. Frederick Akuffo został obalony w wojskowym zamachu stanu. Władzę w kraju przejął por. Jerry John Rawlings.
  - Prezydent RPA Balthazar Johannes Vorster ustąpił ze stanowiska w związku ze skandalem korupcyjnym. Nowym prezydentem został Marais Viljoen.
- 1982 – Premiera filmu Duch w reżyserii Tobe’a Hoopera.
- 1984:
  - Na rozkaz premier Indiry Gandhi wojsko indyjskie przypuściło atak na Złotą Świątynię w Amritsarze, okupowaną od dłuższego czasu przez Sikhów.
  - Ukazał się album Bruce’a Springsteena Born in the U.S.A.
- 1988 – W wyniku eksplozji trzech wagonów z ładunkiem heksogenu w pociągu przejeżdżającym przez Arzamas w obwodzie niżnonowogrodzkim w Rosji zginęło 91 osób, a około 1500 zostało rannych.
- 1989:
  - Ali Chamenei został wybrany duchowym przywódcą Iranu.
  - Chińskie wojsko krwawo stłumiło pokojową demonstrację na rzecz demokracji na placu Tian’anmen w Pekinie.
  - W katastrofie kolejowej koło Ufy na Uralu, spowodowanej przez wybuch pobliskiego gazociągu podczas mijania się dwóch pociągów pasażerskich, zginęło 575 osób, a 600 zostało rannych.
- 1992:
  - Przyjęto flagę Kazachstanu.
  - Rozpoczęła się 55. podróż apostolska Jana Pawła II do Angoli i na Wyspy Świętego Tomasza i Książęcą.
- 2000 – Trzęsienie ziemi na indonezyjskiej wyspie Enggano niedaleko Sumatry spowodowało śmierć 103 osób.
- 2001:
  - Gyanendra został ostatnim królem Nepalu.
  - Tymczasowy prezydent Peru Valentín Paniagua powołał Komisję Prawdy i Pojednania, mającą zbadać nadużycia władzy podczas rządów obalonego prezydenta Alberto Fujimoriego.
- 2002:
  - W południowokoreańskim Pusanie Polska przegrała z gospodarzami 0:2 w swym pierwszym meczu grupowym na piłkarskich Mistrzostwach Świata.
  - W wyniku przerwania tamy wodnej Zeyzoun w północnej Syrii zginęło około 100 osób.
- 2004 – Przedsiębiorca Marvin Heemeyer, w zemście za represje jakie spotkały go ze strony władz miejskich Granby w stanie Kolorado, wyruszył na ulice miasta opancerzonym buldożerem powodując zniszczenia na kwotę 7 mln dolarów, po czym popełnił samobójstwo.
- 2006 – Alan García Pérez zwyciężył w II turze wyborów prezydenckich w Peru.
- 2008 – Z powodu awarii systemu chłodzenia w słoweńskiej Elektrowni atomowej Krško Komisja Europejska ogłosiła alarm atomowy.
- 2009 – W Czarnogórze utworzono Park Narodowy Prokletije.
- 2012 – W starciu na granicy między Armenią a Azerbejdżanem zginęło 5 żołnierzy azerskich.
- 2013 – Nawaz Sharif został po raz czwarty premierem Pakistanu.
- 2015 – Metropolita Makary został wybrany następcą zmarłego metropolity Metodego i nowym zwierzchnikiem niekanonicznego Ukraińskiego Autokefalicznego Kościoła Prawosławnego.

## Eksploracja kosmosu
- 1973 – Oficjalne zakończenie misji radzieckiego, sterowanego z Ziemi pojazdu księżycowego Łunochod 2.
- 2000 – Amerykański Teleskop kosmiczny Comptona spłonął w atmosferze nad Pacyfikiem.

## Urodzili się
- 1394 – Filipa Lancaster, księżniczka angielska, królowa duńska, szwedzka i norweska (zm. 1430)
- 1489 – Antoni II Dobry, książę Lotaryngii i Baru (zm. 1544)
- 1515 – Chiara Matraini, włoska poetka (zm. 1604)
- 1533 – Henryk, książę Brunszwiku-Lüneburga (zm. 1598)
- 1604 – Klaudia Medycejska, księżniczka toskańska, arcyksiężna austriacka (zm. 1648)
- 1640 – Jean Bérain (ojciec), francuski malarz, dekorator teatralny, rytownik, projektant ornamentów i mebli (zm. 1711)
- 1654 – Jean-François Gerbillon, francuski jezuita, misjonarz, uczony (zm. 1707)
- 1655 – Tomasz z Cori, włoski franciszkanin, święty (zm. 1729)
- 1694 – François Quesnay, francuski lekarz, ekonomista (zm. 1774)
- 1728 – Teresa Natalia z Brunszwiku-Lüneburga, księżniczka, zakonnica (zm. 1778)
- 1738 – Jerzy III Hanowerski, król Wielkiej Brytanii i Irlandii i pierwszy król Zjednoczonego Królestwa Wielkiej Brytanii i Irlandii, ostatni elektor i książę oraz pierwszy król Hanoweru, król Anglo-Korsyki (zm. 1820)
- 1743 – Jean-Baptiste Rondelet, francuski architekt (zm. 1829)
- 1751 – John Scott, brytyjski arystokrata, prawnik, polityk (zm. 1838)
- 1752 – John Eager Howard, amerykański pułkownik, polityk, senator (zm. 1827)
- 1754 – Franz Xaver von Zach, niemiecko-węgierski astronom (zm. 1832)
- 1756 – Jean-Antoine Chaptal, francuski polityk (zm. 1832)
- 1786 – George Pollock, brytyjski arystokrata, generał (zm. 1872)
- 1787 – Constant Prévost, francuski geolog (zm. 1856)
- 1789 – Friedrich Boie, niemiecki prawnik, entomolog, ornitolog (zm. 1870)
- 1798 – Jean-Honoré Bara, francuski duchowny katolicki, biskup Châlons (zm. 1864)
- 1821:
  - Julian Dunajewski, polski ekonomista (zm. 1907)
  - Apołłon Majkow, rosyjski poeta (zm. 1897)
- 1823 – Aleksander Kazimierz Bereśniewicz, polski duchowny katolicki, biskup włocławski (zm. 1902)
- 1824 – Mathias Bersohn, polski historyk sztuki i kultury pochodzenia żydowskiego (zm. 1908)
- 1833 – Garnet Wolseley, brytyjski marszałek polny (zm. 1913)
- 1834:
  - Aleksander Jelski, białoruski etnograf, pisarz, działacz społeczny (zm. 1916)
  - Jacob Volhard, niemiecki chemik (zm. 1910)
- 1835 – Władysław Kessler, polski działacz niepodległościowy, członek Rządu Narodowego powstania styczniowego, emigrant (ur. 1867)
- 1836:
  - Albert Rachner, niemiecki rzeźbiarz (zm. 1900)
  - Władysław Tarnowski, polski hrabia, pianista, kompozytor, poeta, dramaturg, tłumacz (zm. 1878)
- 1838 – Hermann Cohn, niemiecki okulista (zm. 1906)
- 1843:
  - Charles Conrad Abbott, amerykański archeolog, przyrodnik (zm. 1919)
  - Paweł Landowski, polski ginekolog, uczestnik powstania styczniowego (zm. 1894)
- 1847 – Paul Sintenis, niemiecki botanik (zm. 1907)
- 1848 – Antoni Gustaw Bem, polski krytyk i historyk literatury (zm. 1902)
- 1849 – Gustave Vié, francuski duchowny katolicki, biskup Monako (zm. 1918)
- 1850 – Władysław Gajkiewicz, polski neurolog, psychiatra (zm. 1920)
- 1851 – Wilhelm Creizenach, niemiecki historyk literatury, wykładowca akademicki (zm. 1919)
- 1854 – Solko van den Bergh, holenderski strzelec sportowy (zm. 1916)
- 1855 – Józefina Reszke, polska śpiewaczka operowa (sopran) (zm. 1891)
- 1859 – Paja Jovanović, serbski malarz (zm. 1957)
- 1860 – Theodor Simon Flatau, niemiecki otorynolaryngolog, foniatra pochodzenia żydowskiego (zm. 1937)
- 1862 – Camille Decoppet, szwajcarski polityk, prezydent Szwajcarii (zm. 1925)
- 1867 – Carl Gustaf Mannerheim, fiński dowódca wojskowy, polityk pochodzenia szwedzkiego, regent i prezydent Finlandii (zm. 1951)
- 1870 – Maria Elżbieta Hesselblad, szwedzka brygidka, święta (zm. 1957)
- 1871 – Antoni Słomiński, polski tkacz, działacz robotniczy (zm. 1954)
- 1872 – Birger Ljungström, szwedzki konstruktor, inżynier, przemysłowiec (zm. 1948)
- 1873 – Charles Fox Parham, amerykański kaznodzieja i ewangelista zielonoświątkowy (zm. 1929)
- 1874 – Max Dvořák, czeski historyk i teoretyk sztuki (zm. 1921)
- 1875 – Paul Ondrusch, niemiecki rzeźbiarz (zm. 1952)
- 1876:
  - Tadeusz Jastrzębiec-Bobrowski, polski artysta fotograf (zm. 1936)
  - Franciszek Zieliński, polski generał brygady (zm. 1954)
- 1877 – Heinrich Wieland, niemiecki chemik, laureat Nagrody Nobla (zm. 1957)
- 1878 – Władysław Byrka, polski prawnik, ekonomista, polityk, wicemarszałek Sejmu RP (zm. 1945)
- 1882:
  - John Bauer, szwedzki malarz, ilustrator (zm. 1918)
  - Karl Valentin, niemiecki komik, kabareciarz, aktor, producent filmowy (zm. 1948)
- 1883 – Aleksander Laszenko, polski malarz, podróżnik (zm. 1944)
- 1885 – Arturo Rawson Corvalán, argentyński generał, szef junty wojskowej (zm. 1952)
- 1887:
  - Marian Romuald Polak, polski malarz, grafik, rytownik (zm. 1966)
  - Józef Trynidad Rangel, meksykański duchowny katolicki, męczennik, błogosławiony (zm. 1927)
  - Giorgio Zampori, włoski gimnastyk (zm. 1965)
- 1889:
  - Beno Gutenberg, niemiecki sejsmolog (zm. 1960)
  - Władysław Łęga, polski duchowny katolicki, kapelan wojskowy, archeolog, etnograf, historyk, krajoznawca (zm. 1960)
- 1890:
  - Stanisław Kirkin, polski architekt (zm. 1968)
  - Adolf Lachowicz, polski porucznik kawalerii (zm. 1920)
- 1891:
  - Witold Radecki-Mikulicz, polski generał brygady (zm. 1979)
  - Leopold Vietoris, austriacki matematyk, superstulatek (zm. 2002)
- 1892 – Antoni Kordowski, polski prawnik, polityk, poseł na Sejm RP (zm. 1942)
- 1894 – Charles Tilden, amerykański rugbysta (zm. 1968)
- 1895:
  - Alfred Comte, szwajcarski pionier lotnictwa (zm. 1965)
  - Dino Grandi, włoski dyplomata, polityk (zm. 1988)
  - Antoni Grygierczyk, polski działacz ruchu ludowego (zm. 1965)
- 1896:
  - Nush Bushati, albański prawnik, polityk (zm. 1973)
  - Mieczysław Szumański, polski podpułkownik piechoty WP i AK, działacz WiN (zm. 1973)
- 1898 – Laurance Labadie, amerykański anarchoindywidualista, pisarz (zm. 1975)
- 1899:
  - Ja’akow Chazzan, izraelski polityk (zm. 1992)
  - Stringer Davis, brytyjski aktor (zm. 1973)
- 1900 – Nelson Glueck, amerykański archeolog i rabin (zm. 1971)
- 1901:
  - Jerzy Bajan, polski pułkownik pilot (zm. 1967)
  - Ernesto Chaparro, chilijski piłkarz (zm. 1958)
  - Idriz Gjilani, kosowski mułła, polityk (zm. 1949)
  - Carlton E. Morse, amerykański dziennikarz (zm. 1993)
- 1902:
  - Richard Allen, indyjski hokeista na trawie (zm. 1969)
  - Tadeusz Semadeni, polski prawnik, sędzia, pływak, żołnierz AK (zm. 1944)
- 1903 – Wiktoryn (Bielajew), rosyjski biskup prawosławny (zm. 1990)
- 1904:
  - Alvah Bessie, amerykański pisarz, dziennikarz, scenarzysta (zm. 1985)
  - Georges Canguilhem, francuski filozof (zm. 1995)
  - Henri Grob, szwajcarski szachista, dziennikarz, teoretyk szachowy, malarz (zm. 1974)
  - Jack Lauterwasser, brytyjski kolarz szosowy pochodzenia niemieckiego (zm. 2003)
  - Jadwiga Piekarska, polska starsza sierżant, uczestniczka powstania warszawskiego (zm. 1944)
- 1905 – Edward Habich, polski inżynier, mechanik, wynalazca (zm. 1987)
- 1906:
  - Gilles Barthe, francuski duchowny katolicki, biskup Monako i Fréjus-Toulon (zm. 1993)
  - Antoni Gałecki, polski piłkarz (zm. 1958)
  - Tadeusz Wacław Korzybski, polski biochemik (zm. 2002)
  - Alice Treff, niemiecka aktorka (zm. 2003)
- 1907:
  - Jacques Roumain, haitański pisarz, polityk komunistyczny (zm. 1944)
  - Rosalind Russell, amerykańska aktorka (zm. 1976)
- 1908:
  - Geli Raubal, Austriaczka, siostrzenica i domniemana kochanka Adolfa Hitlera (zm. 1931)
  - Erich Srbek, czechosłowacki piłkarz, trener (zm. 1973)
  - Alejandro Villanueva, peruwiański piłkarz (zm. 1944)
- 1909 – Paweł Sulmicki, polski wojskowy, inżynier, ekonomista (zm. 1980)
- 1910:
  - Christopher Cockerell, brytyjski inżynier, wynalazca (zm. 1999)
  - Sergio Pignedoli, włoski kardynał, nuncjusz apostolski, wysoki urzędnik Kurii Rzymskiej (zm. 1980)
- 1911:
  - Milovan Đilas, jugosłowiański polityk, pisarz, dysydent (zm. 1995)
  - Billy Fiske, amerykański bobsleista, pilot wojskowy (zm. 1940)
  - Tadeusz Lipkowski, polski prawnik, publicysta (zm. 1940)
  - Silvan Tomkins, amerykański psycholog, filozof (zm. 1991)
- 1912 – Robert Jacobsen, duński rzeźbiarz (zm. 1993)
- 1913:
  - Bruno Bettinelli, włoski kompozytor (zm. 2004)
  - Edward Kossoy, polski prawnik, publicysta (zm. 2012)
- 1914 – Edward Czech, polski żołnierz ZWZ-POZ-AK, rentgenolog (zm. 1984)
- 1915:
  - Antoni Horst, polski fizjolog, genetyk (zm. 2003)
  - Modibo Keïta, malijski polityk, pierwszy prezydent Mali (zm. 1977)
  - Hilmar Myhra, norweski skoczek narciarski (zm. 2013)
  - Günther Sabetzki, niemiecki działacz sportowy (zm. 2000)
  - Karol Wolfke, polski prawnik (zm. 2015)
- 1916:
  - Edward Forski, polski organista, dyrygent (zm. 2016)
  - Robert F. Furchgott, amerykański biochemik, farmakolog, laureat Nagrody Nobla (zm. 2009)
  - Gaylord Nelson, amerykański polityk, senator (zm. 2005)
- 1917:
  - Siergiej Aganow, radziecki dowódca wojskowy, marszałek wojsk inżynieryjnych (zm. 1996)
  - Newton Canegal, brazylijski piłkarz (zm. 2003)
  - Robert Merrill, amerykański śpiewak operowy (baryton) (zm. 2004)
- 1919:
  - Manuel Guirao, argentyński duchowny katolicki, biskup San Ramón de la Nueva Orán i Santiago del Estero (zm. 2005)
  - Ralph Millard, amerykański chirurg plastyczny (zm. 2011)
- 1920 – Fedora Barbieri, włoska śpiewaczka operowa (mezzosopran) (zm. 2003)
- 1921:
  - Tadeusz Biesiekierski, polski architekt (zm. 2013)
  - Ettore Chimeri, wenezuelski kierowca wyścigowy (zm. 1960)
  - Don Diamond, amerykański aktor (zm. 2011)
  - Bobby Wanzer, amerykański koszykarz (zm. 2016)
- 1922:
  - Adam Bugajski, polski lekarz, polityk, poseł na Sejm PRL (zm. 1996)
  - Samuel Gravely, amerykański wiceadmirał (zm. 2004)
  - Bronisław Kubicki, polski pięściarz, trener (zm. 1980)
  - Wacław Łuczynowicz, polski szachista (zm. 1986)
  - Ndrek Shkjezi, albański aktor (zm. 2000)
- 1923:
  - Mieczysław Naruszewicz, polski rzeźbiarz, projektant przemysłowy (zm. 2006)
  - Yuriko Takagi, japońska arystokratka, księżna Japonii (zm. 2024)
  - Alojzy Wrzeciono, polski fizyk (zm. 2003)
- 1924:
  - Antonio Ramallets, hiszpański piłkarz, trener (zm. 2013)
  - Rolando Ugolini, włoski piłkarz (zm. 2014)
- 1925 – Antonio Puchades, hiszpański piłkarz (zm. 2013)
- 1926:
  - Meredith Belbin, brytyjski teoretyk zarządzania (zm. 2025)
  - Ain Kaalep, estoński językoznawca, prozaik, poeta, tłumacz (zm. 2020)
  - Judith Malina, amerykańska aktorka, reżyserka, pisarka (zm. 2015)
  - Marek Sart, polski kompozytor (zm. 2010)
  - Ibrahim Tukiçi, albański wokalista, kompozytor (zm. 2004)
  - Jan Wimmer, polski historyk (zm. 2016)
- 1927:
  - Henning Carlsen, duński reżyser filmowy (zm. 2014)
  - Leszek Kałkowski, polski ekonomista (zm. 2020)
  - Xymena Zaniewska, polska projektantka mody, scenografka, architektka (zm. 2016)
- 1928 – Marian Szyrocki, polski historyk literatury niemieckojęzycznej (zm. 1992)
- 1929:
  - Boris Abłynin, rosyjski reżyser filmów kukiełkowych (zm. 1988)
  - Karolos Papulias, grecki prawnik, polityk, minister spraw zagranicznych, prezydent Grecji (zm. 2021)
- 1930:
  - Ludwik Flaszen, polski teatrolog, krytyk teatralny, pisarz (zm. 2020)
  - Wiesław Jaszczyński, polski lekarz, pilot, działacz społeczny, polityk (zm. 2017)
  - Carlos Lucas, chilijski bokser (zm. 2022)
  - Wiktor Tichonow, rosyjski hokeista, trener (zm. 2014)
- 1931 – Alojzy Marcol, polski duchowny katolicki, teolog (zm. 2017)
- 1932:
  - John Drew Barrymore, amerykański aktor, reżyser filmowy i telewizyjny (zm. 2004)
  - Janusz Owczarek, polski działacz państwowy i partyjny (zm. 2018)
  - Maurice Shadbolt, nowozelandzki pisarz (zm. 2004)
- 1933:
  - Edmund Bałuka, polski działacz opozycji antykomunistycznej (zm. 2015)
  - Godfried Danneels, belgijski duchowny katolicki, arcybiskup Brukseli, kardynał (zm. 2019)
  - Maciej Dubois, polski adwokat (zm. 2016)
- 1934:
  - Seamus Elliott, irlandzki kolarz szosowy (zm. 1971)
  - Pierre Eyt, francuski duchowny katolicki, arcybiskup Bordeaux, kardynał (zm. 2001)
  - Nikoła Kowaczew, bułgarski piłkarz, trener (zm. 2009)
  - Wiesław Pietroń, polski rzeźbiarz
- 1935 – Kazimierz Zimny, polski lekkoatleta, długodystansowiec (zm. 2022)
- 1936:
  - Bruce Dern, amerykański aktor
  - Oleg Fiedosiejew, rosyjski lekkoatleta, trójskoczek (zm. 2001)
  - Edward Kmiec, amerykański duchowny katolicki pochodzenia polskiego, biskup Nashville i Buffalo (zm. 2020)
  - Nutan, indyjska aktorka (zm. 1991)
  - František Tondra, słowacki duchowny katolicki, biskup spiski (zm. 2012)
- 1937:
  - Freddy Fender, amerykański wokalista country (zm. 2006)
  - Bogusław Gierajewski, polski lekkoatleta, płotkarz (zm. 2025)
- 1938:
  - Jacek Gaj, polski grafik, rysownik (zm. 2021)
  - Chryzostom (Mahairiotis), cypryjski biskup prawosławny
  - Fred Osam-Duodu, ghański trener piłkarski (zm. 2016)
  - Mieczysław Mełnicki, polski dżokej, trener i hodowca koni (zm. 2019)
  - Jerzy Piskun, polski koszykarz (zm. 2018)
- 1939:
  - Ottavio Cogliati, włoski kolarz szosowy (zm. 2008)
  - Ireneusz Iredyński, polski prozaik, dramaturg, poeta, scenarzysta, autor tekstów piosenek i słuchowisk radiowych (zm. 1985)
- 1940:
  - Veronika Bayer, niemiecka aktorka (zm. 2008)
  - Ludwig Schwarz, austriacki duchowny katolicki, biskup Linzu
  - Klaus Urbanczyk, niemiecki piłkarz, trener
- 1941:
  - Włodzimierz Cybuliński, polski duchowny prawosławny (zm. 2018)
  - Ekaterina Josifowa, bułgarska nauczycielka, poetka (zm. 2022)
  - Jean-Claude Magnan, francuski florecista
  - Andrzej Myszkowski, polski operator filmowy
- 1942:
  - Fernand Le Rachinel, francuski polityk
  - Andrzej Tyc, polski matematyk, polityk, senator RP
  - Henri Jan Wienese, holenderski wioślarz
- 1943 – Joyce Meyer, amerykańska kaznodziejka, pisarka
- 1944:
  - Robert Joseph Baker, amerykański duchowny katolicki, biskup Birmingham
  - Christer Löfqvist, szwedzki żużlowiec (zm. 1978)
  - Michelle Phillips, amerykańska piosenkarka, aktorka
  - Patrick Préjean, francuski aktor
  - Franciszek Stefaniuk, polski polityk, poseł na Sejm RP
- 1945:
  - Anthony Braxton, amerykański kompozytor, saksofonista, klarnecista, flecista, pianista, filozof
  - John Sherwood, brytyjski lekkoatleta, płotkarz
  - Paweł Targiel, polski poeta, działacz kultury (zm. 2009)
  - Jan Zrajko, polski przedsiębiorca, związkowiec, działacz społeczny (zm. 2020)
- 1946:
  - S.P. Balasubrahmanyam, indyjski wokalista, aktor (zm. 2020)
  - Alojzy Bryl, polski przedsiębiorca, polityk, poseł na Sejm PRL
- 1947:
  - Viktor Klima, austriacki przedsiębiorca, polityk, kanclerz Austrii
  - Hanspeter Latour, szwajcarski piłkarz, trener
  - Saoul Mamby, amerykański bokser (zm. 2019)
  - Ingolf Mork, norweski skoczek narciarski (zm. 2012)
  - Blagoje Paunović, serbski piłkarz (zm. 2014)
- 1948:
  - Paquito D’Rivera, kubański saksofonista, klarnecista
  - David Haskell, amerykański aktor, piosenkarz (zm. 2000)
  - Marek Rymuszko polski pisarz, publicysta, reportażysta, scenarzysta filmowy (zm. 2019)
  - Jürgen Sparwasser, niemiecki piłkarz
  - Carlos Squeo, argentyński piłkarz (zm. 2019)
- 1949:
  - Maria Canins, włoska kolarka szosowa, biegaczka narciarska
  - Lazăr Comănescu, rumuński dyplomata, polityk
  - Joseph Naumann, amerykański duchowny katolicki, arcybiskup Kansas City
  - Ulrike Rodust, niemiecka działaczka samorządowa, polityk
  - Anna Wąsikiewicz, polska malarka
- 1950:
  - Michael Boulette, amerykański duchowny katolicki, biskup pomocniczy San Antonio
  - Raymond Dumais, kanadyjski duchowny katolicki, biskup Gaspé (zm. 2012)
  - Tadeusz Glimas, polski hokeista, trener (zm. 1996)
  - Jan Gondowicz, polski krytyk literacki, wydawca
  - Dagmar Krause, niemiecka wokalistka awangardowa
  - Clifford Stoll, amerykański astronom, administrator sieciowy, pisarz
- 1951:
  - Bronisław Malinowski, polski lekkoatleta, długodystansowiec (zm. 1981)
  - Kerai Mariur, palauski polityk
  - Rutilo Muñoz Zamora, meksykański duchowny katolicki, biskup Coatzacoalcos
  - Anna Prokop-Staszecka, polska internistka, mikrobiolog, serolog, pulmonolog, wykładowczyni akademicka
  - Yvonne van Rooy, holenderska menedżer, polityk, eurodeputowana
- 1952:
  - Kim Hughes, amerykański koszykarz, trener
  - Jorgos Kirtsos, grecki dziennikarz, polityk
  - Bronisław Komorowski, polski polityk, minister obrony narodowej, marszałek Sejmu i prezydent RP
  - Karl-Heinz Lambertz, belgijski polityk, wykładowca akademicki
  - Luis Moreno-Ocampo, argentyński prawnik, główny prokurator Międzynarodowego Trybunału Karnego
  - Parker Stevenson, amerykański aktor, reżyser i producent filmowy
  - José Velásquez, peruwiański piłkarz
- 1953:
  - Linda Lingle, amerykańska polityk
  - Mitsuo Watanabe, japoński piłkarz
- 1954:
  - Jens Galschiøt, duński rzeźbiarz
  - Hermann Gerland, niemiecki piłkarz, trener
  - Luc-Adolphe Tiao, burkiński polityk, dyplomata, premier Burkiny Faso
- 1955:
  - Dominique Bulamatari, kongijski duchowny katolicki, biskup pomocniczy Kinszasy, biskup Molegbe (zm. 2024)
  - Paulina Chiziane, mozambicka pisarka
  - Antje Jackelén, niemiecko-szwedzka duchowna i teolog protestancka, biskup Lund, arcybiskup Uppsali, prymas Kościoła Szwecji
  - Lars Kjædegaard, duński pisarz
  - Val McDermid, szkocka pisarka
  - Eberhard Probst, niemiecki zapaśnik (zm. 2024)
- 1956:
  - Martin Adams, angielski darter
  - Corina Casanova, szwajcarska polityk, kanclerz federalna
  - Keith David, amerykański aktor, piosenkarz
  - Bernd Posselt, niemiecki dziennikarz, polityk
- 1957:
  - Sue Hodge, brytyjska aktorka
  - Peter Houtman, holenderski piłkarz
  - Mirosław Kowalczyk, polski aktor (zm. 2023)
  - Olek Mincer, polski aktor pochodzenia żydowskiego
  - John Treacy, irlandzki lekkoatleta, długodystansowiec
- 1958:
  - Kenny Cresswell, nowozelandzki piłkarz
  - Julie Gholson, amerykańska aktorka
  - Ginny Gilder, amerykańska wioślarka
  - Thomas Hales, amerykański matematyk
  - Mark Illsley, amerykański reżyser filmowy
  - Leszek Lipka, polski piłkarz
  - Tito Nieves, portorykański piosenkarz
- 1959 – Arkadiusz Mazurkiewicz, polski żużlowiec
- 1960:
  - Mirosław Badurowicz, polski komandor
  - Corinne Hofmann, szwajcarska pisarka
  - Andrej Hrynkiewicz, białoruski dyplomata, wynalazca
  - John Niyiring, nigeryjski duchowny katolicki, biskup Kano
  - Paula Risikko, fińska polityk
  - Kristine Kathryn Rusch, amerykańska pisarka science fiction
  - Zdzisław Rutecki, polski żużlowiec, trener (zm. 2011)
- 1961:
  - Nikolaus Berlakovich, austriacki rolnik, samorządowiec, polityk
  - Brygida Brzęczek, polska lekkoatletka, biegaczka średniodystansowa
  - Ferenc Gyurcsány, węgierski polityk, premier Węgier
  - Pedro Manuel Salamanca Mantilla, kolumbijski duchowny katolicki, biskup pomocniczy Bogoty
  - Julie White, amerykańska aktorka
- 1962:
  - Alena Bierasniewa, białoruska dziennikarka i polityk
  - Ulisses Correia e Silva, kabowerdyjski polityk, premier Republiki Zielonego Przylądka
  - László Disztl, węgierski piłkarz, trener
  - Per Frimann, duński piłkarz
  - Hakainde Hichilema, zambijski polityk
  - Krzysztof Hołowczyc, polski kierowca rajdowy
  - Zenon Jaskuła, polski kolarz szosowy
  - Trinidad Jiménez, hiszpańska polityk
  - Dariusz Loranty, polski policjant, pisarz, publicysta, wykładowca akademicki
  - Dušan Masár, czeski zapaśnik
- 1963:
  - Xavier McDaniel, amerykański koszykarz
  - Launi Meili, amerykańska strzelczyni sportowa
- 1964:
  - Ângelo Antônio, brazylijski aktor
  - Karol Bachura, polski dyplomata
  - Luisa Cervera, peruwiańska siatkarka
- 1965:
  - Tim Branom, amerykański muzyk, producent muzyczny, autor tekstów piosenek, inżynier dźwięku
  - Michael Doohan, australijski motocyklista wyścigowy
  - Hervé Flandin, francuski biathlonista
  - Andrea Jaeger, amerykańska tenisistka
  - Ryan Tower, amerykański aktor, model
  - Shannon Walker, amerykańska astrofizyk, astronautka
- 1966:
  - Flutura Açka, albańska poetka, pisarka, dziennikarka
  - Cecilia Bartoli, włoska śpiewaczka operowa (mezzosopran koloraturowy)
  - Annett Hesselbarth, niemiecka lekkoatletka, sprinterka
  - Władimir Wojewodski, rosyjski matematyk (zm. 2017)
- 1967:
  - Bart Bast, amerykański żużlowiec
  - Clarissa Davis, amerykańska koszykarka
  - Robert Shane Kimbrough, amerykański podpułkownik lotnictwa, inżynier, astronauta
  - Jon Endre Mørk, norweski montażysta filmowy
  - Elmedin Omanić, bośniacki trener koszykówki
- 1968:
  - Iwona Arent, polska politolog, polityk, poseł na Sejm RP
  - Sean Gullette, amerykański aktor, producent filmowy, pisarz
  - Niurka Montalvo, kubańsko-hiszpańska lekkoatletka, skoczkini w dal i trójskoczkini
  - Scott Wolf, amerykański aktor
  - Yoo Nam-kyu, południowokoreański tenisista stołowy
- 1969:
  - Regi Blinker, holenderski piłkarz pochodzenia surinamskiego
  - Marek Milý, słowacki hokeista (zm. 2023)
  - Paweł Sobczak, polski hokeista na trawie, bramkarz
- 1970:
  - David Barrufet, hiszpański piłkarz ręczny, bramkarz
  - Deborah Compagnoni, włoska narciarka alpejska
  - Devin the Dude, amerykański raper
  - Richie Hawtin, kanadyjski twórca muzyki elektronicznej
  - Izabella Scorupco, polska aktorka, piosenkarka, modelka, fotomodelka
  - Grzegorz Wędzyński, polski piłkarz, trener
- 1971:
  - James Callis, brytyjski aktor
  - Peter Jöback, szwedzki piosenkarz, aktor
  - Joseph Kabila, kongijski polityk, prezydent Demokratycznej Republiki Konga
  - Mike Lee, amerykański polityk, senator
  - Kosta Runjaić, niemiecki piłkarz, trener pochodzenia chorwackiego
  - Noah Wyle, amerykański aktor
- 1972:
  - Ted Berry, amerykański koszykarz
  - Nikka Costa, amerykańska piosenkarka
  - Joe Hill, amerykański pisarz
  - György Kolonics, węgierski kajakarz, kanadyjkarz (zm. 2008)
  - Tomio Okamura, czeski przedsiębiorca, polityk pochodzenia japońskiego
  - Artur Standowicz, polski polityk, wicewojewoda mazowiecki
  - Anna T. Szabó, węgierska poetka, pisarka i tłumaczka
  - Henna Virkkunen, fińska polityk
  - Marta Żukowska, polska lekkoatletka, chodziarka
- 1973:
  - Michele Hicks, amerykańska modelka
  - Jordi Lardín, hiszpański piłkarz
  - Lárus Orri Sigurðsson, islandzki piłkarz, trener
  - Tomasz Szczegielniak, polski prawnik, urzędnik państwowy
- 1974:
  - Janette Husárová, słowacka tenisistka
  - Marek Krupski, polski aktor, menedżer
  - Stefan Lessard, amerykański basista, członek zespołu Dave Matthews Band
  - Katie Smith, amerykańska koszykarka, trenerka
  - Radosław Witkowski, polski polityk, samorządowiec, poseł na Sejm RP, prezydent Radomia
- 1975:
  - Nordżingijn Bajarmagnaj, mongolski zapaśnik
  - Russell Brand, brytyjski aktor, komik, felietonista, prezenter radiowy i telewizyjny
  - Aleksander Janiszewski, polski aktor
  - Angelina Jolie, amerykańska aktorka
  - Julian Marley, jamajski muzyk reggae
- 1976:
  - Wiaczesław Kernozenko, ukraiński piłkarz, bramkarz, trener
  - Aleksiej Nawalny, rosyjski publicysta, bloger, polityk, opozycjonista, więzień polityczny (zm. 2024)
  - Tim Rozon, kanadyjski aktor
  - Nenad Zimonjić, serbski tenisista
- 1977:
  - Vicente de Lima, brazylijski lekkoatleta, sprinter
  - Alex Manninger, austriacki piłkarz, bramkarz
  - Artur Minasjan, ormiański piłkarz
  - Roderick Smith, amerykański koszykarz
  - Marian Velicu, rumuński bokser (zm. 2024)
  - Ingrid Visser, holenderska siatkarka (zm. 2013)
- 1978:
  - Tomasz Gałuszka, polski dominikanin, historyk
  - Paulus Moses, namibijski bokser
  - Émile Lokonda Mpenza, belgijski piłkarz pochodzenia kongijskiego
  - Robin Lord Taylor, amerykański aktor
- 1979:
  - Jarosław Bieniuk, polski piłkarz
  - Tetiana Czornowoł, ukraińska dziennikarka, polityk
  - Christopher Dorner, amerykański policjant, seryjny morderca (zm. 2013)
  - Naohiro Takahara, japoński piłkarz
  - Daniel Vickerman, południowoafrykański i australijski rugbysta (zm. 2017)
- 1980:
  - Pontus Farnerud, szwedzki piłkarz
  - Sari Grönholm, fińska snowboardzistka
- 1981:
  - Tobias Karlsson, szwedzki piłkarz ręczny
  - Jurkas Seitaridis, grecki piłkarz
  - Michael Thomas, walijski perkusista, członek zespołu Bullet for My Valentine
  - Rosita Vai, nowozelandzka piosenkarka
  - Natalja Wodopjanowa, rosyjska koszykarka
- 1982:
  - Elisa Cella, włoska siatkarka
  - Abel Kirui, kenijski lekkoatleta, maratończyk
  - Dmitrij Łapikow, rosyjski sztangista
  - Sara May, polska piosenkarka, kompozytorka, autorka tekstów, producentka muzyczna
  - Maria Olaru, rumuńska gimnastyczka
  - Paulina Rytwińska, polska piłkarka
- 1983:
  - Emmanuel Eboué, iworyjski piłkarz
  - Guillermo García-López, hiszpański tenisista
  - Gustav Kral, austriacki piłkarz, bramkarz (zm. 2009)
  - Elżbieta Romanowska, polska aktorka
  - Olha Saładucha, ukraińska lekkoatletka, trójskoczkini
- 1984:
  - Henri Bedimo, kameruński piłkarz
  - Jillian Murray, amerykańska aktorka
  - Machacz Murtazalijew, rosyjski zapaśnik pochodzenia azerskiego
  - Jakub Pączek, polski reżyser filmowy
  - Anna Połowniewa, rosyjska zapaśniczka
- 1985:
  - Leon Botha, południowoafrykański malarz, performer muzyczny (zm. 2011)
  - Anna-Lena Grönefeld, niemiecka tenisistka
  - Alicja Janosz, polska piosenkarka
  - Evan Lysacek, amerykański łyżwiarz figurowy
  - Lukas Podolski, niemiecki piłkarz pochodzenia polskiego
  - Ana Carolina Reston, brazylijska modelka (zm. 2006)
  - Jewgienij Ustiugow, rosyjski biathlonista
- 1986:
  - Maksim Azowski, kazachski piłkarz
  - Oona Chaplin, hiszpańska aktorka, tancerka
  - Jarkko Hurme, fiński piłkarz
  - Shane Kippel, kanadyjski aktor
  - Anna Pichura, polska artystka wizualna
  - Micky Yoochun, południowokoreański wokalista, autor tekstów, aktor, członek zespołów: TVXQ i JYJ
- 1987:
  - Pawło Borysenko, ukraiński hokeista
  - Aleksandr Kokko, fiński piłkarz pochodzenia rosyjskiego
  - Érika Miranda, brazylijska judoczka
  - Yu Hai, chiński piłkarz
- 1988:
  - Kristina Benić, chorwacka koszykarka
  - Stanisłau Drahun, białoruski piłkarz
  - Ryōta Nagaki, japoński piłkarz
- 1989:
  - Pekka Auvinen, fiński masowy morderca (zm. 2007)
  - Boris Došljak, czarnogórski piłkarz
  - Paweł Fajdek, polski lekkoatleta, młociarz
  - Harri Heliövaara, fiński tenisista
  - Franziska Hentke, niemiecka pływaczka
  - Silviu Lung Jr., rumuński piłkarz, bramkarz
  - Eldar Qasımov, azerski piosenkarz
- 1990:
  - Zac Farro, amerykański perkusista, członek zespołu Paramore
  - Jan Kopic, czeski piłkarz
  - Dziecyn Pema, królowa Bhutanu
  - Othmane Bennay, marokański piłkarz
- 1991:
  - Tacciana Dziahilewa, białoruska modelka
  - Olga Giria, rosyjska szachistka
  - Yūrina Hiraka, japońska lekkoatletka, skoczkini w dal
  - Lorenzo Insigne, włoski piłkarz
  - Daniel Jérent, francuski szpadzista
  - Rajiv van La Parra, holenderski piłkarz pochodzenia surinamskiego
  - Roy Meyer, holenderski judoka
  - Kathryn Prescott, brytyjska aktorka
  - Megan Prescott, brytyjska aktorka
  - Federico Santander, paragwajski piłkarz
  - Ante Vukušić, chorwacki piłkarz
  - Zhang Guowei, chiński lekkoatleta, skoczek wzwyż
- 1992:
  - Maegan Conwright, amerykańska koszykarka
  - Filip Hrgović, chorwacki bokser
  - Dino Jelusić, chorwacki piosenkarz
  - Joe Kruger, amerykański futbolista
  - Daniele Mazzone, włoski siatkarz
  - Giulia Pisani, włoska siatkarka
  - Julija Proncewicz, rosyjska zapaśniczka
  - Nikodem Rozbicki, polski aktor, muzyk, didżej
  - Aleksa Šaponjić, serbski piłkarz wodny
  - Martina Valcepina, włoska łyżwiarka szybka, specjalistka short tracku
- 1993:
  - Sead Hajrović, bośniacki piłkarz
  - Jonathan Huberdeau, kanadyjski hokeista
  - Juan Iturbe, argentyński piłkarz pochodzenia paragwajskiego
  - Aaron Nola, amerykański baseballista
  - Aaron Russell, amerykański siatkarz
  - Maggie Steffens, amerykańska piłkarka wodna
  - Andreas Takvam, norweski siatkarz
- 1994:
  - Wilmer Azofeifa, kostarykański piłkarz
  - Sophie Rossard, francuska siatkarka
- 1995:
  - Rashida Ellis, amerykańska pięściarka
  - Li Jingyu, chińska lekkoatletka, trójskoczkini
  - Osmany Uriarte Mestre, kubański siatkarz
- 1996:
  - Narek Aslanian, ormiański piłkarz
  - Brody Clarke, kanadyjski koszykarz
  - Oliver McBurnie, szkocki piłkarz
- 1997:
  - Pola Dmochewicz, polska koszykarka
  - Jonathan Lewis, amerykański piłkarz pochodzenia jamajskiego
  - Josh Reaves, amerykański koszykarz
  - Riho, japońska wrestlerka
- 1998:
  - Mohamed Bayo, gwinejski piłkarz pochodzenia francuskiego
  - Władysław Chomutow, ukraiński piłkarz
  - Robert Gumny, polski piłkarz
  - Viktor Gyökeres, szwedzki piłkarz
  - Kabula Nkalango Masanja, tanzańska aktywistka na rzecz osób chorych na albinizm
  - Wadim Pronski, kazachski kolarz szosowy
  - Grzegorz Szymusik, polski piłkarz
- 1999: 
  - Nick Abruzzese, amerykański hokeista
  - Tamara Dollák, węgierska zapaśniczka
  - Domen Prevc, słoweński skoczek narciarski
  - Ana Quiñonez, ekwadorska lekkoatletka, tyczkarka
  - Zhaire Smith, amerykański koszykarz
- 2000:
  - Bartek Kubicki, polski youtuber, influencer, piosenkarz
  - Alidu Seidu, ghański piłkarz
  - Valmir Veliu, kosowski piłkarz
- 2001:
  - Jacob Krop, kenijski lekkoatleta, długodystansowiec
  - Takefusa Kubo, japoński piłkarz
  - Pål Haugen Lillefosse, norweski lekkoatleta, sprinter i tyczkarz
- 2002:
  - Maximilian Ortner, austriacki skoczek narciarski
  - Joséphine Pagnier, francuska skoczkini narciarska
- 2003:
  - Polina Kudiermietowa, rosyjska tenisistka
  - Alan Ogorzałek, polski niepełnosprawny pływak
- 2004:
  - Dilan Rojas, chilijski piłkarz
  - Santiago Salle, argentyński piłkarz
  - Héctor Uribe, meksykański piłkarz
- 2005 – Dylan Aquino, argentyński piłkarz
- 2021 – Lilibet Mountbatten-Windsor, członkini brytyjskiej rodziny królewskiej

## Zmarli
- 756 – Shōmu, cesarz Japonii (ur. 701)
- 800 – Luitgarda, królowa Franków (ur. ?)
- 1039 – Konrad II Salicki, król Niemiec, cesarz rzymski (ur. ok. 990)
- 1094 – Sancho Ramírez, król Aragonii i Nawarry (ur. przed 1045)
- 1102 – Władysław I Herman, książę Polski (ur. ok. 1043)
- 1134 – Magnus Silny, książę duński, król Szwecji (ur. 1106)
- 1135 – Song Huizong, cesarz Chin (ur. 1082)
- 1206 – Adela z Szampanii, królowa Francji (ur. ok. 1140)
- 1257 – Przemysł I, książę wielkopolski i poznański (ur. 1220/21)
- 1278 – Ibn Mujassar, egipski historyk (ur. 1231)
- 1304 – Sambor, książę rugijski (ur. ok. 1267)
- 1336 – Guillaume Godin, francuski kardynał (ur. 1260)
- 1410 – Małgorzata Luksemburska, królewna czeska (ur. 1373)
- 1415 – Henryk Vogelsang, niemiecki duchowny katolicki, biskup warmiński (ur. ?)
- 1453 (lub 3 czerwca):
  - Łukasz Notaras, ostatni megaduks Cesarstwa Bizantyńskiego (ur. ?)
  - Andronik Paleolog Kantakuzen, ostatni domestyk (naczelny wódz armii) Cesarstwa Bizantyńskiego, dyplomata (ur. ?)
  - Demetriusz Paleolog Kantakuzen, bizantyński dyplomata, polityk (ur. ok. 1420)
- 1482 – Pacyfik z Cerano, włoski franciszkanin, błogosławiony (ur. 1426)
- 1504 – Jaime de Casanova, hiszpański kardynał (ur. ok. 1435)
- 1529 – Wojciech z Sochaczewa, polski duchowny katolicki, biskup pomocniczy poznański, dominikanin, inkwizytor (ur. ?)
- 1558 – Dorota, księżniczka pomorska, szczecińska i wołogoska, hrabina Mansfeld (ur. 1528)
- 1574 – Kaspar von Logau, niemiecki duchowny katolicki, biskup Wiener Neustadt, biskup wrocławski, starosta generalny Śląska (ur. 1524)
- 1577 – Alvise Mocenigo, doża Wenecji (ur. 1507)
- 1608 – Franciszek Caracciolo, włoski duchowny katolicki, święty (ur. 1563)
- 1627 – Maria de Montpensier, francuska księżna (ur. 1605)
- 1654 – Jacques Lemercier, francuski architekt, rzeźbiarz, rytownik (ur. 1585)
- 1657 – Olbracht Lipnicki, polski duchowny katolicki, biskup pomocniczy krakowski, sekretarz królewski (ur. 1577)
- 1678 – Katarzyna Grimaldi, księżna Monako (ur. 1639)
- 1703 – Philis de La Charce, francuska arystokratka, przywódczyni powstania ludowego w Delfinacie przeciwko najazdowi wojsk sabaudzkich (ur. 1645)
- 1749 – Friedrich August von Harrach-Rohrau, austriacki arystokrata, polityk, dyplomata (ur. 1696)
- 1752 – Daniel Marot, francuski architekt (ur. 1661)
- 1789 – Ludwik Józef Burbon, książę Bretanii, delfin Francji (ur. 1781)
- 1792 – Jakob Michael Reinhold Lenz, niemiecki pisarz (ur. 1751)
- 1793 – Jan Ekels (młodszy), holenderski malarz (ur. 1759)
- 1798:
  - Giacomo Casanova, wenecki awanturnik, podróżnik, literat (ur. 1725)
  - Lord Edward FitzGerald, brytyjski arystokrata, jeden z przywódców rewolucji irlandzkiej pochodzenia irlandzkiego (ur. 1763)
- 1801 – Frederick Muhlenberg, amerykański polityk pochodzenia niemieckiego (ur. 1750)
- 1809:
  - Nikolaj Abraham Abildgaard, duński malarz, rzeźbiarz (ur. 1743)
  - Francis Malbone, amerykański kupiec, polityk (ur. 1759)
- 1810 – William Windham, brytyjski polityk (ur. 1750)
- 1830 – Antonio José de Sucre, boliwijski generał, polityk, prezydent Boliwii pochodzenia wenezuelskiego (ur. 1795)
- 1833 – Stanisław Sołtyk, polski szlachcic, polityk (ur. 1752)
- 1838 – Anselme Gaëtan Desmarest, francuski zoolog, pisarz (ur. 1784)
- 1843 – Ippolito Rosellini, włoski archeolog, orientalista, pisarz (ur. 1800)
- 1847 – Stefan Grabowski, polski generał dywizji, polityk (ur. 1767)
- 1850 – Maurycy, książę holenderski (ur. 1843)
- 1852 – James Pradier, francuski rzeźbiarz (ur. 1790)
- 1860 – Wilhelm Christian Benecke von Gröditzberg, pruski handlowiec, bankier (ur. 1779)
- 1863 – Władysław Kononowicz, polski pułkownik, uczestnik powstanie styczniowego (ur. 1820)
- 1864 – William Nassau Senior, brytyjski prawnik, ekonomista, wykładowca akademicki (ur. 1790)
- 1869:
  - Spirydion Litwinowicz, ukraiński duchowny greckokatolicki, arcybiskup lwowski i metropolita halicki (ur. 1810)
  - Johann Eduard von Schleinitz, pruski urzędnik, tajny radca, nadprezydent prowincji Śląsk (ur. 1798)
- 1871:
  - Hippolyte-Marie Crouan, francuski farmaceuta, botanik, mykolog (ur. 1802)
  - Ignacy Laskowski, polski pułkownik, inżynier, uczestnik powstania styczniowego, emigrant (ur. 1833)
- 1872:
  - Karol Armatys, polski przedsiębiorca, radny lwowski (ur. 1833)
  - Stanisław Moniuszko, polski kompozytor, organista, dyrygent, pedagog (ur. 1819)
  - Johan Rudolph Thorbecke, holenderski polityk, premier Holandii (ur. 1798)
- 1875 – Eduard Mörike, niemiecki duchowny luterański, poeta, tłumacz (ur. 1804)
- 1876 – Abd-ul-Aziz, sułtan Imperium Osmańskiego (ur. 1830)
- 1877:
  - Wilhelm Kolberg, polski inżynier budownictwa, mierniczy, geodeta, wykładowca akademicki pochodzenia niemieckiego (ur. 1807)
  - Karol Świdziński, polski poeta, oficer, działacz emigracyjny, pedagog (ur. 1841)
- 1881:
  - Pier Gaetano Feletti, włoski dominikanin, inkwizytor (ur. 1797)
  - Franz von Uchatius, austriacki feldmarszałek, wynalazca (ur. 1811)
- 1885 – Paweł Ratajewicz, polski aktor, reżyser, dyrektor teatrów (ur. 1818)
- 1886 – Ludwik Sztyrmer, polski prozaik, krytyk literacki, generał-lejtnant w służbie rosyjskiej (ur. 1809)
- 1887 – William Wheeler, amerykański prawnik, polityk, wiceprezydent USA (ur. 1819)
- 1893 – Anna Maria Barrera Ravell, hiszpańska zakonnica, Służebnica Boża (ur. 1819)
- 1894 – Wilhelm Roscher, niemiecki ekonomista, historyk, wykładowca akademicki (ur. 1817)
- 1896 – Ernesto Rossi, włoski aktor (ur. 1827)
- 1897 – Theodor Sixt, niemiecki przedsiębiorca, działacz społeczny, filantrop (ur. 1834)
- 1898 – Rosalie Olivecrona, szwedzka pisarka, feministka (ur. 1823)
- 1899 – Philip Henry Savage, amerykański poeta (ur. 1868)
- 1900 – Władysław Ignacy Wisłocki, polski archiwista, bibliotekarz, bibliograf, historyk literatury, wykładowca akademicki (ur. 1841)
- 1901 – Stanisław Abłamowicz, polski prawnik, działacz polityczny, uczestnik powstania styczniowego, zesłaniec (ur. 1844)
- 1902 – Aleksander Kazimierz Bereśniewicz, polski duchowny katolicki, biskup pomocniczy żmudzki, biskup kujawsko-kaliski (ur. 1823)
- 1903 – Józef Nowosielecki, polski ziemianin, działacz gospodarczy (ur. 1821)
- 1904 – Maria, księżniczka hanowerska (ur. 1849)
- 1906 – Arthur Pue Gorman, amerykański polityk (ur. 1839)
- 1909 – Apolinary Wnukowski, polski duchowny katolicki, biskup płocki, arcybiskup mohylewski (ur. 1848)
- 1911 – Viktor Uhlig, austriacki paleontolog, geolog (ur. 1857)
- 1912 – Edgar Kováts, polski architekt, malarz pochodzenia węgierskiego (ur. 1849)
- 1915 – Władysław Marconi, polski architekt, konserwator zabytków (ur. 1848)
- 1918 – Charles Warren Fairbanks, amerykański polityk, wiceprezydent USA (ur. 1852)
- 1920 – Juntarō Takahashi, japoński lekarz, farmakolog (ur. 1856)
- 1921:
  - Heinrich Ernst Albers-Schönberg, niemiecki lekarz radiolog (ur. 1865)
  - Ludwig Knorr, niemiecki chemik (ur. 1859)
- 1922:
  - Leon Grotowski, polski ziemianin, polityk (ur. 1834)
  - William Halse Rivers, brytyjski psycholog, psychiatra, etnolog, antropolog (ur. 1864)
- 1923:
  - Filip Smaldone, włoski duchowny katolicki, święty (ur. 1848)
  - Juan Soldevilla, hiszpański duchowny katolicki, arcybiskup Saragossy, kardynał (ur. 1843)
- 1925 – John Addison Fordyce, amerykański dermatolog (ur. 1858)
- 1928 – Zhang Zuolin, chiński wojskowy, polityk, prezydent Republiki Chińskiej (ur. 1875)
- 1931:
  - Said Husajn ibn Ali, szarif i emir Mekki, król Hidżazu (ur. 1854)
  - August Kwaśnicki, polski lekarz, uczestnik powstania styczniowego (ur. 1839)
- 1932 – Nathan Cobb, amerykański nematolog, fitopatolog, wykładowca akademicki (ur. 1859)
- 1933: 
  - Ahmet Haşim, turecki poeta (ur. 1884)
  - Wilhelm Lippke, niemiecki architekt, przedsiębiorca budowlany (ur. 1869)
- 1938 – Oľga Textorisová, słowacka poetka, pisarka, dramatopisarka, pedagog (ur. 1880)
- 1939:
  - Andrzej Huszno, polski duchowny, założyciel i administrator Polskiego Narodowego Kościoła Prawosławnego (ur. 1892)
  - Franciszek Lisowski, polski duchowny katolicki, biskup pomocniczy lwowski, biskup tarnowski (ur. 1876)
  - Reginald Courtenay Welch, angielski piłkarz (ur. 1851)
- 1941:
  - Morris Michael Edelstein, amerykański polityk pochodzenia żydowskiego (ur. 1888)
  - Wilhelm II Hohenzollern, ostatni król Prus i cesarz Niemiec (ur. 1859)
  - Irena Maternowska, polska lekarka weterynarii, wykładowczyni akademicka, działaczka konspiracji antyhitlerowskiej (ur. 1898)
- 1942:
  - Mordechaj Gebirtig, żydowski poeta, pieśniarz ludowy tworzący w jidysz (ur. 1877)
  - Halina Górska, polska pisarka (ur. 1898)
  - Reinhard Heydrich, niemiecki dygnitarz nazistowski (ur. 1904)
  - Abraham Neumann, polski malarz, grafik pochodzenia żydowskiego (ur. 1873)
  - Antoni Zawistowski, polski duchowny katolicki, męczennik, błogosławiony (ur. 1882)
- 1943 – Franciszek Pianzola, włoski duchowny katolicki, błogosławiony (ur. 1881)
- 1944 – Jonas Šimkus, litewski chemik, wykładowca akademicki, polityk, dyplomata (ur. 1873)
- 1945:
  - Haralds Blaus, łotewski i rosyjski strzelec sportowy (ur. 1885)
  - Georg Kaiser, niemiecki dramaturg (ur. 1878)
- 1946:
  - Henryk Książek, polski chorąży, żołnierz AK, uczestnik podziemia antykomunistycznego (ur. 1923)
  - Ernst Leonard Lindelöf, fiński matematyk, wykładowca akademicki (ur. 1870)
- 1948 – Eugeniusz Jaryczewski, polski rotmistrz, filmowiec (ur. 1894)
- 1949 – Maurice Blondel, francuski filozof, wykładowca akademicki (ur. 1861)
- 1950:
  - Carmen Baroja,hiszpańska etnolog, pisarka (ur. 1883)
  - Kazys Grinius, litewski polityk, prezydent Litwy (ur. 1866)
- 1951 – Siergiej Kusewicki, amerykański dyrygent, kontrabasista, pedagog pochodzenia rosyjsko-żydowskiego (ur. 1874)
- 1952:
  - Aszer Barasz, żydowski pisarz (ur. 1889)
  - Jazep Waronka, białoruski dziennikarz, publicysta, polityk (ur. 1891)
- 1954 – Ahmed IV Nihad, turecki polityk, głowa domu osmańskiego (ur. 1883)
- 1955:
  - Fred Groves, brytyjski aktor (ur. 1880)
  - John McLean, amerykański lekkoatleta, płotkarz (ur. 1878)
- 1956 – Katherine MacDonald, amerykańska aktorka, producentka filmowa (ur. 1881)
- 1958 – Eleanor Hallowell Abbott, amerykańska pisarka, poetka (ur. 1872)
- 1959 – Charles Vidor, amerykański reżyser filmowy pochodzenia węgierskiego (ur. 1900)
- 1960:
  - Józef Haller, polski generał broni (ur. 1873)
  - Kazimierz Tołłoczko, polski architekt (ur. 1886)
- 1961:
  - Edward Grabowski, polski prawnik, adwokat, publicysta, działacz socjalistyczny i komunistyczny (ur. 1880)
  - Mieczysław Poniatowski, polski generał brygady (ur. 1867)
- 1962:
  - William Beebe, amerykański zoolog, oceanograf (ur. 1877)
  - Peter Jamvold, norweski żeglarz sportowy (ur. 1896)
  - Clem McCarthy, amerykański spiker radiowy (ur. 1882)
  - Giuseppe Misuraca, włoski duchowny katolicki, arcybiskup, nuncjusz apostolski (ur. 1884)
  - Sergiusz Zahorski, polski generał brygady, jeździec sportowy (ur. 1886)
- 1964 – Samuił Marszak, radziecki prozaik, poeta, tłumacz pochodzenia żydowskiego (ur. 1887)
- 1966 – Chang Myon, południowokoreański pedagog, polityk, premier i wiceprezydent Korei Południowej (ur. 1899)
- 1967 – J.R. Ackerley, brytyjski dziennikarz, pisarz (ur. 1896)
- 1968:
  - Dorothy Gish, amerykańska aktorka (ur. 1898)
  - Alexandre Kojève, francuski filozof, polityk (ur. 1902)
  - Reidar Martiniuson, norweski żeglarz sportowy (ur. 1893)
  - Adolfo Meléndez, hiszpański działacz piłkarski (ur. 1884)
  - Walter Nash, nowozelandzki polityk, premier Nowej Zelandii (ur. 1882)
- 1969 – Rafael Osuna, meksykański tenisista (ur. 1938)
- 1971 – György Lukács, węgierski filozof marksistowski, historyk literatury i estetyki (ur. 1885)
- 1972 – Konstantin Szachowskoj, rosyjski duchowny prawosławny, publicysta (ur. 1905)
- 1973 – Maurice Fréchet, francuski matematyk (ur. 1878)
- 1974 – Mamerto Urriolagoitia, boliwijski prawnik, polityk, wiceprezydent i prezydent Boliwii (ur. 1895)
- 1975 – Evelyn Brent, amerykańska aktorka (ur. 1899)
- 1977 – Zygmunt Weiss, polski lekkoatleta, sprinter, dziennikarz sportowy (ur. 1903)
- 1978 – Jorge de Sena, portugalski poeta, prozaik (ur. 1919)
- 1979 – Sigrid Fick, szwedzka tenisistka (ur. 1887)
- 1980:
  - Arnold Gartmann, szwajcarski bobsleista (ur. 1904)
  - Leopold Kielholz, szwajcarski piłkarz (ur. 1911)
- 1981 – Jan Zaleski, polski filolog, wykładowca akademicki (ur. 1926)
- 1982 – Hermanni Pihlajamäki, fiński zapaśnik (ur. 1903)
- 1983:
  - Ryszard Skibiński, polski kompozytor, muzyk, członek zespołu Kasa Chorych (ur. 1951)
  - Lee Emmet Yeager, amerykański biolog, leśnik, ekolog (ur. 1906)
- 1984 – Zbigniew Sawan, polski aktor, reżyser teatralny (ur. 1904)
- 1985 – Henryk Antczak, polski siatkarz (ur. 1921)
- 1986 – Kanstancyja Bujło, białoruska poetka (ur. 1899)
- 1987:
  - Martti Lauronen, fiński biegacz narciarski (ur. 1913)
  - Gerhard Pedersen, duński bokser (ur. 1912)
  - Natan Rapaport, polski rzeźbiarz pochodzenia żydowskiego (ur. 1911)
- 1991:
  - Jefim Bojczuk, radziecki dowódca wojskowy, marszałek artylerii (ur. 1918)
  - Brian Murray, australijski kontradmirał, urzędnik państwowy (ur. 1921)
- 1992:
  - Zdzisław Dudzik, polski rekwizytor teatralny, szopkarz (ur. 1921)
  - Teodozja Goliborska-Gołąb, polska lekarka pochodzenia żydowskiego (ur. 1899)
  - Adnan Szachbułatow, czeczeński muzyk, kompozytor (ur. 1937)
- 1993:
  - Gieorgij Millar, rosyjski aktor (ur. 1903)
  - Jean Mouisset, francuski duchowny katolicki, biskup Nicei (ur. 1909)
  - Eric Trist, brytyjski psycholog (ur. 1909)
- 1994:
  - Peter Thorneycroft, brytyjski polityk (ur. 1909)
  - Massimo Troisi, włoski aktor, reżyser i scenarzysta filmowy, poeta (ur. 1953)
- 1995 – Alfred Beni, austriacki szachista (ur. 1923)
- 1996 – Aleksiej Niekludow, radziecki polityk (ur. 1906)
- 1998 – Miguel Montuori, włoski piłkarz (ur. 1932)
- 1999 – Czesław Strzeszewski, polski ekonomista, socjolog, filozof, etyk, historyk myśli gospodarczej, działacz katolicki (ur. 1903)
- 2000:
  - Takashi Kano, japoński piłkarz (ur. 1920)
  - Hiroji Satō, japoński tenisista stołowy (ur. 1925)
  - Paul Zoungrana, burkiński duchowny katolicki, arcybiskup Wagadugu, kardynał (ur. 1917)
- 2001:
  - Dipendra Bir Bikram Shah Dev, formalny król Nepalu, masowy zabójca (ur. 1971)
  - Chenjerai Hunzvi, zimbabwejski polityk (ur. 1949)
  - Włodzimierz Seweryński, polski generał brygady (ur. 1931)
  - Horst Tüller, niemiecki kolarz szosowy i torowy (ur. 1931)
- 2002:
  - Fernando Belaúnde Terry, peruwiański polityk, prezydent Peru (ur. 1912)
  - Piotr Iwaszutin, radziecki generał (ur. 1909)
  - Jacek Żemantowski, polski dziennikarz telewizyjny, komentator sportowy (ur. 1939)
- 2004:
  - Marvin Heemeyer, amerykański przedsiębiorca (ur. 1951)
  - Nino Manfredi, włoski aktor, reżyser i scenarzysta filmowy (ur. 1921)
- 2005:
  - Giancarlo De Carlo, włoski architekt (ur. 1919)
  - Tadeusz Wilgat, polski geograf, hydrogeograf (ur. 1917)
- 2006 – Edward Wichura, polski aktor (ur. 1927)
- 2007:
  - Ray Erlenborn, amerykański aktor (ur. 1915)
  - Frank Griffin, angielski piłkarz (ur. 1928)
  - Freddie Scott, amerykański wokalista (ur. 1933)
  - Craig L. Thomas, amerykański polityk (ur. 1933)
- 2008:
  - Iwan Gierasimow, radziecki generał armii, polityk (ur. 1921)
  - Agata Mróz-Olszewska, polska siatkarka (ur. 1982)
  - Nikos Serjanopulos, grecki aktor (ur. 1952)
- 2009:
  - Łew Browarski, ukraiński piłkarz, trener (ur. 1948)
  - Randy Smith, amerykański koszykarz (ur. 1948)
- 2010:
  - Jerzy Gumiela, polski malarz (ur. 1951)
  - Jerzy Jochimek, polski pisarz, tłumacz, więzień łagrów pochodzenia żydowskiego (ur. 1920)
  - Hennadij Popowycz, ukraiński piłkarz (ur. 1973)
  - Jan Stryczyński, polski radiolog, alpinista (ur. 1931)
  - Johnny Werket, amerykański łyżwiarz szybki (ur. 1924)
  - John Wooden, amerykański koszykarz, trener (ur. 1910)
- 2011:
  - Lilian Jackson Braun, amerykańska pisarka (ur. 1913)
  - Lindsey Durlacher, amerykański zapaśnik (ur. 1974)
  - Lawrence Eagleburger, amerykański polityk, sekretarz stanu (ur. 1930)
  - Donald Hewlett, brytyjski aktor (ur. 1920)
  - Ninel Kameraz-Kos, polska malarka, znawczyni kultury żydowskiej (ur. 1937)
  - Martin Rushent, brytyjski producent muzyczny (ur. 1948)
  - Jerzy Świątkiewicz, polski prawnik, zastępca rzecznika praw obywatelskich (ur. 1925)
  - Tadeusz Urgacz, polski poeta, autor tekstów piosenek (ur. 1926)
- 2012:
  - Eduard Chil, rosyjski piosenkarz barytonowy (ur. 1934)
  - Tadeusz Kałasa, polski rzemieślnik, działacz społeczny, polityk, poseł na Sejm PRL (ur. 1917)
  - Ewa Mikina, polska historyk i krytyk sztuki, tłumacz (ur. 1951)
  - Rodolfo Quezada Toruño, gwatemalski duchowny katolicki, arcybiskup Gwatemali, kardynał (ur. 1932)
  - Jerzy Węgierski, polski oficer, żołnierz AK, naukowiec, pisarz (ur. 1915)
- 2013:
  - Waldemar Podgórski, polski reżyser i scenarzysta filmowy (ur. 1929)
  - Lucjan Szołajski, polski lektor, spiker, esperantysta (ur. 1930)
  - Marcin Szyszko, polski perkusista, członek zespołu Wilki (ur. 1970)
- 2014:
  - Bogdan Mirowski, polski artysta, jubiler (ur. 1945)
  - Walter Winkler, polski piłkarz, trener (ur. 1943)
- 2015:
  - Bengt Berndtsson, szwedzki piłkarz (ur. 1933)
  - Bolesław Idziak, polski aktor (ur. 1928)
  - Łeonid Pluszcz, ukraiński matematyk, dysydent w czasach ZSRR (ur. 1939)
  - Kurt Weber, polski operator i reżyser filmowy pochodzenia żydowskiego (ur. 1928)
  - Hermann Zapf, niemiecki projektant czcionek, kaligraf, introligator (ur. 1918)
- 2016:
  - István Halász, węgierski piłkarz (ur. 1951)
  - Władysława Kierzkowska, polska plastyczka (ur. 1923)
  - Henryk Loska, polski działacz sportowy (ur. 1932)
- 2017:
  - Bogusław Drewniak, polski historyk, wykładowca akademicki (ur. 1927)
  - Juan Goytisolo, hiszpański pisarz (ur. 1931)
  - Jack Trout, amerykański teoretyk i praktyk marketingu (ur. 1935)
- 2018:
  - Jerzy Piątkowski, polski poeta (ur. 1943)
  - Bohdan Pilarski, polski muzykolog, rolnik, polityk, poseł na Sejm PRL i RP (ur. 1931)
- 2019:
  - Geevarghese Timotheos Chundevalel, indyjski duchowny syromalankarski, biskup Tiruvalli (ur. 1928)
  - Billy Gabor, amerykański koszykarz (ur. 1922)
  - Robin Herd, brytyjski inżynier, projektant, przedsiębiorca (ur. 1939)
  - Lennart Johansson, szwedzki działacz piłkarski, prezydent UEFA (ur. 1929)
- 2020:
  - Marcello Abbado, włoski kompozytor, pianista (ur. 1926)
  - Rupert Hine, brytyjski muzyk, autor tekstów, producent muzyczny (ur. 1947)
  - Pete Rademacher, amerykański bokser (ur. 1928)
- 2021:
  - Władysław Ciastoń, polski generał dywizji MO, polityk, wiceminister spraw wewnętrznych PRL (ur. 1924)
  - Fausto Gaibor García, ekwadorski duchowny katolicki, biskup Tulcán (ur. 1952)
  - Friederike Mayröcker, austriacka poetka (ur. 1924)
  - John Patterson, amerykański prawnik, polityk, gubernator Alabamy (ur. 1921)
  - Clarence Williams, amerykański aktor (ur. 1939)
- 2022:
  - Przemysław Frankowski, polski dziennikarz i prezenter radiowy (ur. 1958)
  - Dmitrij Kowtun, rosyjski przedsiębiorca, funkcjonariusz KGB (ur. 1965)
  - György Moldova, węgierski pisarz (ur. 1934)
  - Donald Pelletier, amerykański duchowny katolicki, biskup Morondavy na Madagaskarze (ur. 1931)
  - Goran Sankovič, słoweński piłkarz (ur. 1979)
  - Bolesław Tejkowski, polski socjolog, inżynier, wykładowca akademicki, polityk nacjonalistyczny (ur. 1933)
- 2023:
  - Macram Max Gassis, sudański duchowny katolicki, kombonianin, biskup ordynariusz Al-Ubajjid (ur. 1938)
  - Józef Klasa, polski dyplomata, polityk, poseł na Sejm PRL (ur. 1931)
  - Luigi Marrucci, włoski duchowny katolicki, biskup Civitavecchia-Tarquinia (ur. 1945)
  - George Winston, amerykański pianista (ur. 1949)
- 2024:
  - Ahmed Szah Chan, afgański arystokrata, tytularny król Afganistanu (ur. 1934)
  - Benicjusz Głębocki, polski geograf (ur. 1934)
  - Ngoy Mbomboko, kongijski piłkarz (ur. 1977)
- 2025:
  - Nicole Croisille, francuska aktorka (ur. 1936)
  - Marc Garneau, kanadyjski fizyk, astronauta (ur. 1949)
  - Clifton Jones, brytyjski aktor (ur. 1937)
  - Philippe Labro, francuski pisarz, reporter, reżyser i scenarzysta filmowy (ur. 1936)
  - Enzo Staiola, włoski aktor (ur. 1939)